# Sholom Aleichem
Sholom Aleichem (também: Scholem Alechem / Schalom Alechem / Shalom Aleichem / Schulem Aleichem / etc.) = hebreu "a paz esteja convosco", pseudônimo de Schalom Yakov Rabinowitsch (também: Schalom ben Menachem Nachum Rabbinowicz / Shalom Rabinovitz / etc.), Pereiaslave, 18 de fevereiro de 1859 — Nova Iorque, 13 de maio de 1916) foi um escritor iídiche nascido no território hoje pertencente à Ucrânia. Foi um dos grandes escritores e promotores da literatura iídiche. O dia do seu funeral em 1916 cerca de 100 000 enlutados atendeu seu cortejo fúnebre em Nova Iorque, e a maioria de lugares de trabalho judeus na cidade fechou.

## Biografia
Sholom Aleichem nasceu em 1859 numa família Hassídica em Pereiaslave e cresceu no shtetl próximo de Voronko (atual Kiev Oblast, Ucrânia). Seu pai, Menachem-Nukhem Rabinovich, era um rico comerciante da época, porém que veio a falecer posteriormente durante a infância de Sholem Aleichem, que assim cresceu em condições materiais limitadas. Quando ele tinha 13 anos sua mãe morreu de cólera.
Aos 15 anos de idade, inspirado por Robinson Crusoe, ele compôs uma versão judaica da obra, adotando o pseudônimo Sholem Aleichem, variante em iídiche da expressão em hebraico shalom aleichem (que significa "a paz esteja com você/olá). Em 1876, depois de se graduar numa escola em Pereyaslav, ele foi tutor durante 3 anos da filha de um rico fazendeiro, Olga Golde Loev, com quem viria a se casar, contra a vontade dos pais dela. Eles tiveram seis filhos. Um de seus filhos, Norman Raeben, se tornou um pintor e influente professor de arte, enquanto uma de suas filhas, Lyalya Kaufman, se tornou uma escritora de iídiche.
Em 1905, em meio a pogroms constantes no sul da Rússia, ele se mudou para Nova York, enquanto sua família permaneceu em Genebra. Nao podendo sustentar duas casas, ele passa a morar na Suíça com a família. Em 1914 a família se muda para Lower East Side em Manhattan. Seu filho Misha, doente de tuberculose, não é admitido pelas leis de imigração americanas, e assim permanece na Suíça com a irmã Emma, morrendo em 1915.

## Carreira literária
Primeiramente Sholem Aleichem escreveu em russo e hebraico. De 1883 em diante ele escreveu quarenta obras em iídiche, tornando-se a figura central da literatura ídiche em 1890. A esse tempo o ídiche era a língua vernacular de praticamente todos os judeus do leste e centro europeus.
Além da sua extensa produção literária em iídiche, Sholem Aleichem usou seus próprios recursos financeiros para promover outros escritores iídiches. Em 1890 Sholem Aleichem perde sua fortuna com a especulação na bolsa de valores, o que comprometeu o financiamento de obras em iídiche. Algumas de suas histórias  narradas por seu personagem Tevye, um leiteiro com sete filhas, foram transformadas na peça de Broadway de 1964 Fiddler on the Roof (no Brasil, Um Violinista No Telhado), que depois foi transformado num filme do mesmo nome que ganhou um Oscar e um Globo de Ouro.
Seu projeto era escrever para o grande público de judeus simples, na maioria pobres, habitantes do stetl (vilarejo) do leste europeu no final do século XIX e início do século XX. Para isso, valeu-se da realidade quotidiana do stetl, de seus tipos característicos – o rabino, o chantre, o marido suando para prover o pão de cada dia, as crianças irrequietas presas àquele mundinho limitado, a mulher nervosa com a sobrecarga das tarefas domésticas, o caixeiro viajante, Tevye, o leiteiro (ou Teive, ou ainda Tobias, personagem celebrizado em Um Violinista no Telhado), o ingênuo e trapalhão Menahem-Mendl (ou Menahem-Mêndel) da cidade fictícia de Yehupetz, que tenta enriquecer metendo-se em todo tipo de negócio, mas sem êxito, etc. Mas à realidade nua e crua o escritor acrescenta algo mais: à semelhança do autor russo Tchekov, que pode tê-lo influenciado, Aleichem cultiva uma espécie de “humorismo melancólico”, de tragicomédia, explorando por vezes situações absurdas, como a do relógio de parede antigo que, do nada, se põe a bater “treze horas” (em “O Relógio”). Outro tema caro ao autor é o ponto de vista das crianças, como nos contos “O Canivete” e “Três Cabecinhas”. Ainda outro é a perspectiva dos animais, humanizando-os, como em “Matusalém” (um velho cavalo) ou “Rabtchik” (um cachorro escorraçado). Também a fina ironia perpassa a obra do autor, como em “Uma Expropriação Pascal”, conto em que uma turba de jovens socialistas expropria a ceia de Pessach do ricaço de Kasrílevke.